# Rensselaerville (Nueva York)
Rensselaerville es un pueblo ubicado en el condado de Albany en el estado estadounidense de Nueva York. En el año 2000 tenía una población de 1.915 habitantes y una densidad poblacional de 12 personas por km².

## Geografía
Rensselaerville se encuentra ubicado en las coordenadas 42°28′46″N 74°10′19″O / 42.47944, -74.17194.

## Demografía
Según la Oficina del Censo en 2000 los ingresos medios por hogar en la localidad eran de $42,391, y los ingresos medios por familia eran $51,607. Los hombres tenían unos ingresos medios de $34,563 frente a los $30,298 para las mujeres. La renta per cápita para la localidad era de $20,921. Alrededor del 5.3% de la población estaban por debajo del umbral de pobreza.